# Icaricia spinimaculata
Icaricia spinimaculata är en fjärilsart som beskrevs av Gunder 1926. Icaricia spinimaculata ingår i släktet Icaricia och familjen juvelvingar. Inga underarter finns listade i Catalogue of Life.